# Jankó Péter
Jankó Péter (Pápa, 1907. augusztus 20. – Budapest, 1955. szeptember 15.) bíró, számos háborús bűnös perében, köztük a Szálasi-perben tanácsvezető népbíróként ítélkezett, később a legfőbb koncepciós perekben vezető bíró volt.

## Élete
A Pázmány Péter Tudományegyetemen szerzett jogi diplomát 1930-ban. A budapesti Központi Járásbíróságon kezdett dolgozni, majd 1941-től a Pestvidéki Törvényszéken dolgozott. 1945 májusától a Budapesti Népbíróság tagja, 1946 novemberétől másodelnöke, 1949. szeptember–október között pedig elnöke. 1948 első felében és 1949 novemberétől 1950 decemberéig a Népbíróságok Országos Tanácsa tanácselnöke.
Jankó tárgyalta több háborús bűnös, többek között Endre László, Szálasi Ferenc és társai ügyét. 1947-től a nagy koncepciós perekben tanácselnök, így például a Magyar Közösség perében, de ő tárgyalta első fokon a Rajk-pert is. Ebben a perben, mint kiderült, végig Rákosi Mátyás adta az utasításokat. 1950-től haláláig a Legfelsőbb Bíróság másodelnöke, 1953 nyaráig lényegében vezetője, majd meghatározó szerepe egyre csökkent. 1955-ben öngyilkos lett.

## Külső hivatkozások
- Jankó Péter a Magyar életrajzi lexikonban
- Péter Gábor beadványa a börtönben, 1956

| Elődje: Somogyi Ödön | A legfelsőbb bíróság elnöke 1950–1953 | Utódja: Molnár Erik |